# أورفيوس
أورفيوس (باليونانية: Ὀρφεύς)‏ وهو كاتب وموسيقي إسطوري إغريقي ونبي في الديانة اليونانية القديمة وفي الميثولوجيا الإغريقية وقد تم تأليف عدة قصص حوله وحول حياته، وقد قيل أنه ألف عدة أغاني لأجل زوجته يوريديس من العالم السفلي الإغريقي. تعلم العزف من ابوه ابولو فاصبح بعزفه يجتذب الحيوانات وحتى الجماد من حوله ليستمعوا لألحانه. كتب عنه شعراء رومانيين مثل أوفيد وجوفينال.[بحاجة لمصدر]

## أسطورة اورفيوس

### رحلاته البحرية
خاض أورفيوس مغامرات كبحار أرجو وساعد رفقاءه بواسطة قدراته المبهرة. فلولا مساعدته ما كان البحارون ليمروا من من خلال السيرانة وهم نساء باجسام طيور يغرون المارة من السفن بغنائهم الساحر لكي تتحطم سفنهم على شاطئ الجزر. فلما سمع اورفيوس غنائهم امسك بقيثارته وبدأ العزف، وبغذوبة عزفه وقوة اثره اجتذب الركاب بعيدا عن السيرانة.

### موت يوريديس
من أشهر القصص عن موتها انها كانت تتجول في قومها بين الحشائش الطويلة (وتقول الاساطير الرومانية انه يوم زفافها) فوجدها أحد من الساتير (وهم مخلوقات بربرية تجوب الأنحاء)، ركضت لتهرب منه حتى سقطت في عش للثعابين فانقضوا عليها.
وجد جسدها أورفيوس الذي امتلأ قلبه بالحزن، فبدأ يجوب الأنحاء عازفا انغامه الحزينة حتى بكت الحوريات والآلهة. ونصحوه بان يسافر للعالم السفلي، ففعل ذلك. وبعزفه وابداعه استطاع ان يلين صدر هيديس وزوجته برسيفوني آلهة العالم السفلي، فسمحوا له ان يرجع يوريديس معه ولكن بشرط: عليه ان يذهب بالمقدمة والآ ينظر خلفه طول المسيرة، حتى يخرجوا من العالم السفلي. فكان أورفيوس متلهف لنظرة اللقاء الثاني وفي ذات الوقت متشكك من وجود يوريديس خلفه. استطاع ان يكبت لهفة النظر حتى وطأت قدماه العالم الأعلى (الأرض). ولكن حين التفت خلفه اختفت من امامه وعادت للعالم السفلي للأبد، لانه نسي ان عليها ان تخرج بعده من العالم السفلي قبل ان ينظر.
فنزل على اورفيوس حزن أكبر من سابقه، فقد خسر يوريديس للمرة الثانية.

### موته
من أكثر القصص المختلف عليها هي قصة موته، فقد قيل انه ارتد عن جميع الالهة الا ابولو وكان يجوب الأنحاء بعزفه الحزين حتى مزقته بعض من مخلوقات الغابة الهمجية. وفي قصص أخرى ولكن غير المحتملة انه انتحر ليلتقي بيوريديس بعد الموت. فالقصة لها مصادر عديدة من الشعراء الرومان والإغريق. ويقال أيضا انه هجر الناس و تفرغ للبكاء على حبيبته في الغابة و كفر بكل الآلهة وهناك رأته مجموعة من الحسنوات المؤمنات بديونيسيس (اله الخمر) ومن على وشك بدأ طقوس الغناء المقدس فطلبن منه ان يشاركهم بعزفه وصوته الجميل و طلبن منه ان يتوقف عن النحيب و اغوينه بالجنس لكنه رفض. غضبن وقمن بتمزيقه قطعا و بعثرو أجزائه في الأقاليم ثم رمين رأسه و جتارته في النهر حيت استمر الراس في النحيب و استمرت القتارته تعزف لحن حزين

## ما قيل عنه
انتقد افلاطون بنظرته المثالية أورفيوس وقال انه «جبان»، «فلو كان يحبها بحق ما كان ليهاب الموت، ولاختار الموت على الحياة، لذلك عاقبته الآلهة بتقديم يوريديس كشبح خلفه، وتمزيقه هو بالنهاية».
وقال الشاعر أوفيد «اقتلع أورفيوس عن حب النساء من بعد يوريديس، إما لقدره المؤسف، أو لأنه اقسم على ذلك».

## فسيفساء الموسيقار الأسطوري
هي أحد اللوحات الأثرية الرومانية الموجودة في متحف شهبا في سوريا، والتي يعود تاريخ إنشاؤها إلى منتصف القرن الثالث الميلادي، تصور اللوحة الموسيقي الأغريقي أورفيوس يعزف الموسيقى على صخرة وتحيط به الحيوانات المنسجمة مع أنغامه، تضم اللوحة رسوما للطاووس، النمر، النسر، الافعى، الآوزة، الغزال، الحصان، الفأر، الثور، الفيل، الكلب، الفهد، والعصفور.